# La Vierge aux chérubins
La Vierge aux chérubins  est un tableau de 1485 du peintre  de la Renaissance Andrea Mantegna, conservé aujourd'hui à la pinacothèque de Brera à Milan.

## Histoire
Ce tableau  sur bois de 88 × 70 cm (probablement découpé) a été commissionné par la duchesse de Ferrare, pour son  usage dévotionnel personnel (non exposé dans une église).
Jusqu'à 1808, le tableau était placé dans le couvent Santa Maria Maggiore de Venise, où Jacopo Sansovino le vit.
Attribué à Giovanni Bellini, à cause de la palette de couleurs utilisée, Mantegna est reconnu comme son auteur à la restauration effectuée par Luigi Cavenaghi en  1885.

## Thème
Il s'agit d'une Vierge à l'Enfant, entourée de chérubins.

## Composition
La Vierge, qui tient Jésus enfant debout sur ses genoux et qui l'enlace, est entourée de chérubins, dont les têtes sortent de nuées, probablement chantant au vu de leurs bouches ouvertes et de la direction de leurs regards.

## Analyse
Le rouge (couleur symbolique de la Passion du Christ) est présent, comme dans tous les tableaux de Mantegna sur le thème :
Pourpoint de la Vierge, ailes et cheveux des chérubins.

## Sources
- (it) Cet article est partiellement ou en totalité issu de l’article de Wikipédia en italien intitulé « Madonna col Bambino e un coro di cherubini » (voir la liste des auteurs).